# Kim Il-sung
Kim Il-sung (pravo ime Song Đu Kim, 김일성, 金日成, Mangjongdae, 15. travnja 1912. – Pjongjang, 8. srpnja 1994.) je bio sjevernokorejski političar i državnik.

## Vladavina
Osnovao je Savez komunističke omladine Koreje 1927. Član KP postao je 1931. godine. Organizirao je i vodio Korejsku revolucionarnu armiju protiv japanskih osvajača koji su okupirali Koreju. Osnovao je Korejsku radničku partiju 1936. i postao njen predsjednik 1945. godine. Obrazovao je Korejsku narodnu armiju 1945. čije je vrhovni zapovjednik postao 1950. godine. Proklamirao je Demokratsku narodnu republiku Koreju 1948. godine. Iste godine preuzeo je mjesto predsjednika vlade. 1953. postao je maršal DNR Koreje. Predsjednik DNR Koreje postao je 1972. godine. Uspostavio je totalitarni režim sa sveobuhvatnim kultom ličnosti poznat kao Veliki vođa. Godine 1980. proglasio je svojega sina Kim Jong-ila zamjenikom i službenim nasljednikom poznat kao Dragi vođa. Umro je 8. lipnja 1994. godine. 
Bio je oženjen s Jong Suk Kim koja je preminula 1948. godine. Kasnije se oženio sa Song Ae Kim. Osim što je poznat po svom političkom vodstvu, Kim Il-sung poznat je i po tome što je autor znatnog broja knjiga od kojih su neke tiskane i za vrijeme bivše SFRJ.
Dva puta je boravio u SFR Jugoslaviji.[u kojim gradovima?]

## Vanjske poveznice
|  | Zajednički poslužitelj ima još gradiva o temi Kim Il-sung |